# Denim and Leather
Denim and Leather es el cuarto álbum de estudio de la banda británica de heavy metal Saxon, publicado en 1981 por Carrere Records. Es el último trabajo realizado con su formación original, puesto que antes de iniciar la gira promocional Pete Gill se lastimó la mano, lo que no le permitió tocar la batería y en su reemplazo entró Nigel Glockler. Tras varios meses de recuperación, Gill luego ingresó a la banda Motörhead.
Alcanzó la novena posición en la lista UK Albums Chart y obtuvo disco de plata en el Reino Unido el año siguiente, luego de vender más de 60 000 copias. Para promocionarlo se publicaron tres canciones como sencillos: «And the Bands Played On» que logró el puesto 12 en el UK Singles Chart, «Never Surrender» que se ubicó en el lugar 18 y «Princess of the Night» que logró la posición 57 en dicha lista.
Además de los clásicos temas que la banda empleaba en sus canciones por aquel entonces —velocidad, carreteras, motocicletas— hubo dos pistas que variaban en dichas temáticas. «And the Bands Played On» relata la historia de las bandas que tocaron en el primer Monsters of Rock, de la cual ellos participaron, mientras que «Princess of the Night» cuenta la afinidad del narrador con la locomotora de vapor LMS Princess Royal Class, inventada a principios de la década de 1930 en Londres.
En 2009 se remasterizó con nueve pistas adicionales; siete de ellas en vivo tomadas de la gira Denim and Leather Tour de 1981, una versión mezclada «20.000 Ft.» y la versión en vivo de «Bap Shoop Ap» grabada en 1980, ambas incluidas originalmente como lado B del sencillo «Never Surrender».

## Lista de canciones
Todas las canciones escritas por Saxon.

| N.º | Título                    | Duración |  |
| 1.  | «Princess of the Night»   | 4:01     |  |
| 2.  | «Never Surrender»         | 3:15     |  |
| 3.  | «Out of Control»          | 4:07     |  |
| 4.  | «Rough and Ready»         | 4:51     |  |
| 5.  | «Play It Loud»            | 4:11     |  |
| 6.  | «And the Bands Played On» | 2:48     |  |
| 7.  | «Midnight Rider»          | 5:45     |  |
| 8.  | «Fire in the Sky»         | 3:37     |  |
| 9.  | «Denim and Leather»       | 5:25     |  |

| Pistas adicionales en la remasterización de 2009 |                                                      |          |  |
| N.º                                              | Título                                               | Duración |  |
| 10.                                              | «20,000 Ft.» (mezcla, lado B de «Never Surrender»)   | 4:07     |  |
| 11.                                              | «Bap Shoo Ap» (en vivo, lado B de «Never Surrender») | 6:41     |  |
| 12.                                              | «Intro/And the Bands Played On» (en vivo)            | 4:34     |  |
| 13.                                              | «Princess of the Night» (en vivo)                    | 4:17     |  |
| 14.                                              | «Midnight Rider» (en vivo)                           | 5:40     |  |
| 15.                                              | «Never Surrender» (en vivo)                          | 3:58     |  |
| 16.                                              | «Fire in the Sky» (en vivo)                          | 2:41     |  |
| 17.                                              | «Machine Gun» (en vivo)                              | 2:44     |  |
| 18.                                              | «Play It Loud» (en vivo)                             | 5:25     |  |

## Miembros
- Biff Byford: voz
- Paul Quinn: guitarra eléctrica
- Graham Oliver: guitarra eléctrica
- Steve Dawson: bajo
- Pete Gill: batería